# Gimnàstica rítmica als Jocs Olímpics
La gimnàstica rítmica és una modalitat esportiva de la gimnàstica que forma part del programa oficial dels Jocs Olímpics des dels Jocs Olímpics d'Estiu de 1984 realitzats a Los Angeles (Estats Units d'Amèrica).
Inicialment s'inicià la competició en categoria individual, introduint-se en els Jocs Olímpics d'Estiu de 1996 la competició per equips. Aquesta modalitat esportiva únicament és disputada en categoria femenina.
La gran dominadora d'aquesta modalitat és Rússia, així com principalment els països de l'Europa de l'Est.

## Programa
| Edició           | 84 | 88 | 92 | 96 | 00 | 04 | 08 | 12 | 16 | 20 | Anys |
| ---------------- | -- | -- | -- | -- | -- | -- | -- | -- | -- | -- | ---- |
| Prova individual | •  | •  | •  | •  | •  | •  | •  | •  | •  | •  | 10   |
| Prova per equips | -  | -  | -  | •  | •  | •  | •  | •  | •  | •  | 7    |

## Medaller

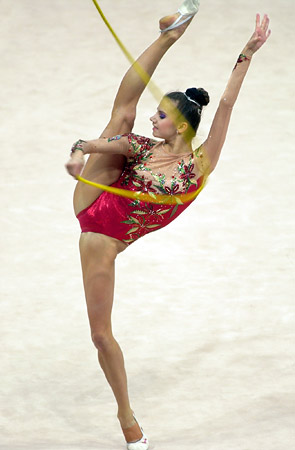
Competició individual de 2000.

en cursiva: comitès nacionals desapareguts.
Actualització: Jocs Olímpics de Tòquio 2020.
| Posició | País            | Or | Plata | Bronze | Total |
| 1       | Rússia          | 10 | 4     | 2      | 16    |
| 2       | Bulgària        | 1  | 2     | 2      | 5     |
| 3       | Espanya         | 1  | 2     | 0      | 3     |
| 4       | Ucraïna         | 1  | 0     | 4      | 5     |
| 5       | Equip Unificat  | 1  | 0     | 1      | 2     |
| 5       | Unió Soviètica  | 1  | 0     | 1      | 2     |
| 6       | Canadà          | 1  | 0     | 0      | 1     |
| 6       | Israel          | 1  | 0     | 0      | 1     |
| 8       | Belarús         | 0  | 4     | 3      | 7     |
| 9       | ROC             | 0  | 2     | 0      | 2     |
| 10      | Itàlia          | 0  | 1     | 2      | 3     |
| 11      | Romania         | 0  | 1     | 0      | 1     |
| 11      | R.P. de la Xina | 0  | 1     | 0      | 1     |
| 13      | Grècia          | 0  | 0     | 1      | 1     |
| 13      | RFA             | 0  | 0     | 1      | 1     |
| Total   | Total           | 17 | 17    | 17     | 51    |

## Medallistes més guardonades
| Nom                   | CON                             | Anys      | Or | Plata | Bronze | Total |
| Ievguénia Kanàieva    | Rússia                          | 2008-2012 | 2  | 0     | 0      | 2     |
| Nataliya Lavrova      | Rússia                          | 2000-2004 | 2  | 0     | 0      | 2     |
| Ielena Possévina      | Rússia                          |           | 2  | 0     | 0      | 2     |
| Aleksandra Timoshenko | Unió Soviètica · Equip Unificat | 1988-1992 | 1  | 0     | 1      | 2     |
| Alina Kabàieva        | Rússia                          | 2000-2004 | 1  | 0     | 1      | 2     |
| Elisa Blanchi         | Itàlia                          | 2004-2012 | 0  | 1     | 1      | 2     |
| Hanna Bezsònova       | Ucraïna                         | 2004-2008 | 0  | 0     | 2      | 2     |